# Ingeborg-Bachmann-Preis 1979
Der Ingeborg-Bachmann-Preis 1979 war der dritte Wettbewerb um den Literaturpreis. Der Lesemarathon fand im Rahmen der Woche der Begegnung im Klagenfurter Stadthaus statt.

## Autoren
- Jurek Becker
- Franz Böni
- Jan Christ
- Helmut Degner
- Ernst-Jürgen Dreyer
- Gunter Falk
- Maria Felsenreich
- Markus Fenner
- Marianne Gruber
- Lukas Hartmann
- Gert Hofmann
- Heribert Hopf
- Karl Günther Hufnagel
- Katrine von Hutten
- Hanna Johansen
- Diana Kempff
- Paul Kersten
- Klaus Konjetzky
- Dieter Kühn
- Martin Luksan
- Dorothea Macheiner
- Ernst Nowak
- Doris Richter
- Erich Wolfgang Skwara
- Josef Winkler
- Gerald Zschorsch
- Walter Müller

## Juroren
- Rolf Becker
- Alois Brandstetter
- Humbert Fink
- Gertrud Fussenegger
- Walter Jens
- Kurt Kahl
- Joachim Kaiser
- Rudolf Walter Leonhardt
- Marcel Reich-Ranicki
- Hilde Spiel
- Heinrich Vormweg
- Otto F. Walter
- Wolfgang Werth
- Ernst Willner

## Preisträger
- Ingeborg-Bachmann-Preis (dotiert mit 100.000 ÖS): Gert Hofmann für „Die Fistelstimme“
- Sonderpreis der Klagenfurter Jury (dotiert mit 50.000 ÖS): Josef Winkler für „Bilder aus der Arbeit: Der Ackermann aus Kärnten“
- Stipendium (dotiert mit 25.000 ÖS): Walter Müller für „Apocalypso“